# Frédéric Hermet
Pour les articles homonymes, voir Hermet.
Frédéric Hermet, né le 11 mai 1856 au Mas Capelier (commune de Calmels-et-le-Viala, Aveyron) et décédé le 4 février 1939 à Rodez, est un archéologue et ecclésiastique français, connu sous le nom de l'abbé Hermet.
Il a été le premier à s'intéresser aux statues-menhirs du Rouergue. Il est d'ailleurs l'inventeur de cette dénomination. Par la suite, il consacrera une grande partie de son existence (de 1894 à 1934) à l'étude des céramiques produites sur le site gallo-romain de la Graufesenque.

## Biographie
Vers l'âge de dix ans, son père agriculteur lui montra deux pierres qu'il avait déterré dans les champs voisins et qui étaient sculptées de signes. Vingt ans plus tard, l'abbé Hermet en gardait un souvenir si marquant qu'il était capable d'en faire un croquis de mémoire.

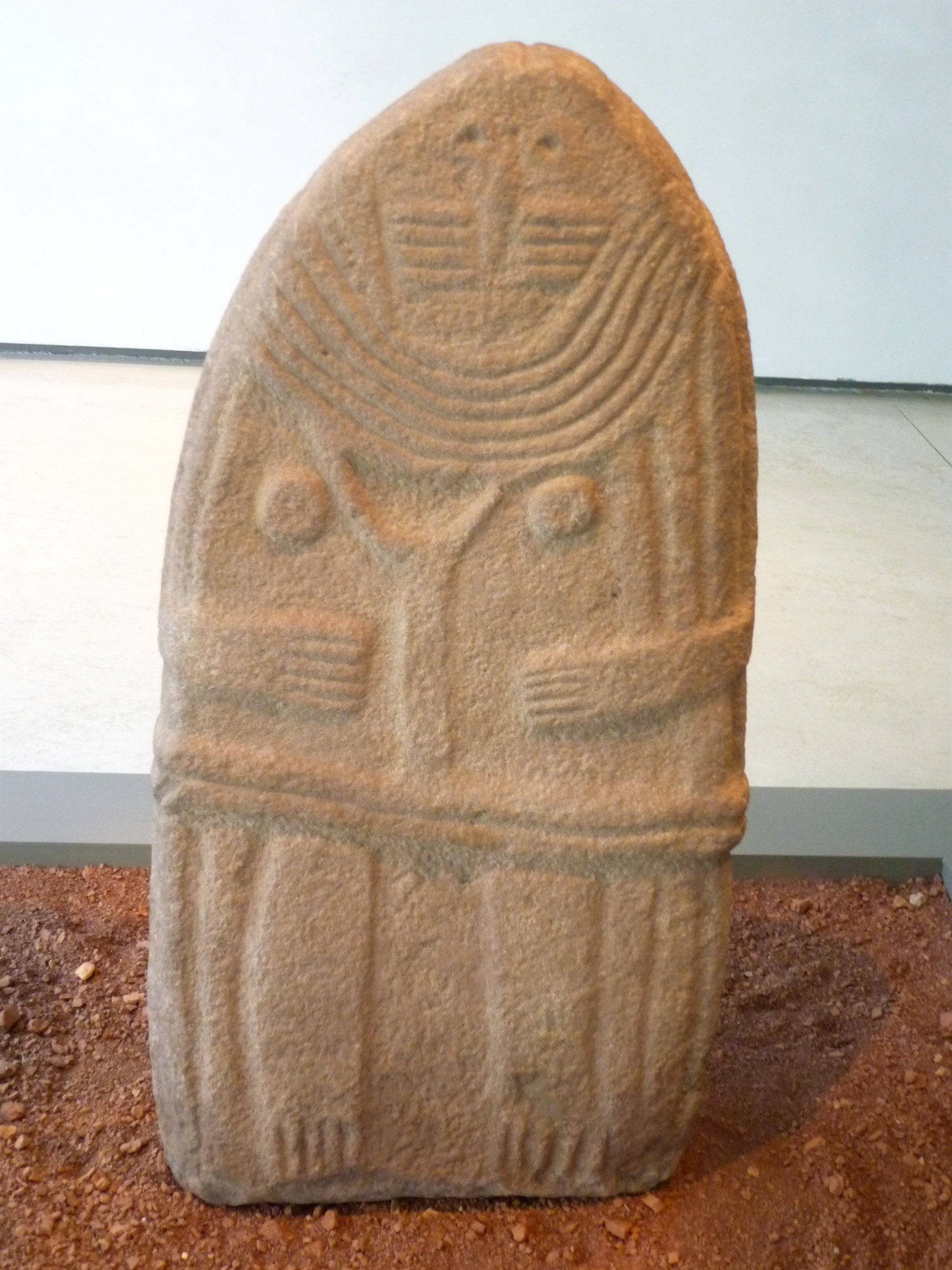
La Dame de Saint-Sernin.

Élevé dans une famille très pieuse, il est destiné à devenir prêtre et il intègre le petit séminaire de Belmont. Il devient vicaire à Saint-Sernin en 1888. Par les enfants du village, il apprend l'existence d'une statue qu'ils ont surnommée « la religieuse » en raison de son allure générale. Cette œuvre est désormais connue sous le nom de «Dame de Saint-Sernin». L'abbé Hermet signale cette découverte à la Société des Lettres, Sciences et Arts de l'Aveyron pour obtenir son avis et il publie en parallèle un article dans Le Moniteur de l'Aveyron le 17 avril 1888. Le président de la Société, Adolphe Boisse, consulte à son tour Antoine Héron de Villefosse, conservateur au Musée du Louvre, et membre honoraire de la Société. Faisant le parallèle avec la découverte par le baron de Baye d'une statue du même type sculptée dans une hypogée des Grottes du Razet, Villefosse recommande de protéger la statue.
Un prêtre signale alors à l'abbé Hermet une pierre semblable située au hameau des Maurels (statue-menhir des Maurels) en 1880 et M. Foulquier-Lavergne lui apporte celle qu'il avait lui-même trouvée en 1861 à Pousthomy. Pendant plus de vingt-ans, il identifie et étudie une trentaine d’œuvres du même type.
Il est nommé curé de l'Hospitalet-du-Larzac en 1894. Il est alors conduit à s'intéresser au site gallo-romain de la Graufesenque. Dès lors, il consacrera le reste de sa vie à l'étude et au recensement des types de céramiques produites sur le site.
Il participe en 1906 au XIIIe Congrès international d’Anthropologie et d'Archéologie préhistoriques où il noue de nombreux contacts avec des savants étrangers qui lui signaleront postérieurement des découvertes en Italie (1905), en Oural et en Kirghizie (1907), au Portugal (1912). Ce succès international renforcera le ressenti d'Émile Cartailhac à son égard qui, tout en reconnaissant dès 1912 que «c'est une grande découverte qui lui [Frédéric Hermet] est due entièrement», le poursuivra de jugements peu amènes, un brin condescendants, à propos de ses travaux ultérieurs effectués sur le site de la Graufesenque.
L'abbé Hermet conduit ses recherches archéologiques tout en conservant sa charge ecclésiale. Ses travaux lui valent de recevoir le Prix Cabrol de la Société des lettres, sciences et arts de l’Aveyron en 1916. En 1922, il est nommé chanoine honoraire. Il est décoré de la Légion d'Honneur en 1938.

## Travaux en archéologie

### L'inventeur des statues-menhir
Frédéric Hermet n'est pas le premier à avoir découvert et signalé ce type de sculptures (statue-menhir de Crouxigues en 1850, Peyro-Lebado en 1861, allée couverte de la Bellée en 1870, allée couverte de Dampsmesnil en 1879...) mais pour les découvertes précédentes, leur éparpillement géographique et leur ornementation plus sommaire les maintiennent dans un anonymat relatif. Après une nouvelle découverte du même type par le baron de Baye dans le Gard, ces étranges statues finissent par attirer l'attention de la communauté des préhistoriens, dont celle de Gabriel de Mortillet et surtout d'Émile Cartailhac, lui-même membre de la Société des lettres, sciences et arts de l'Aveyron. Une course de vitesse s'engage alors entre le baron de Baye, Émile Cartailhac et l'abbé Hermet afin d'être le premier à publier une communication scientifique à leur sujet. Le texte de l'abbé Hermet est diffusé confidentiellement une première fois en 1892, puis plus largement en 1893, la même année que l'article de Mortillet. Une nouvelle bagarre s'engage entre la Société des lettres et Émile Cartailhac pour la possession des statues : finalement l'abbé Hermet parvient à acquérir la Dame de Saint-Cernin, les statues-menhirs des Maurels et celles de Pousthomy sont données à la Société des lettres. Elles sont alors toutes transférées et entreposées à l'évêché de Rodez en juin 1891.
Frédéric Hermet poursuit alors son inventaire dans le Tarn et en publie le résultat dans des revues locale (procès-verbaux de la Société des Lettres) ou nationale (Bulletin Archéologique). Entre 1892 et 1911, il a déjà inventorié 30 statues-menhirs du groupe rouergat. Si au départ, l'Abbé Hermet tient à les distinguer des menhirs bretons, il invente finalement le mot de «statue-menhir» dans son article Statues-menhirs de l'Aveyron et du Tarn publié en 1898 dans le Bulletin Archéologique. Son argumentation repose sur cinq constats :
- les œuvres étant arrondies et sculptées de chaque côté, ne sont pas des stèles mais des statues
- leur forme les destinent à être plantées en terre comme des menhirs
- ce sont des œuvres préhistoriques
- la similitude de style entre les statues ne relève pas du hasard mais d'une volonté délibérée de reproduire un monument spécifique
- la roche dans laquelle la statue a été taillée n'a pas été prélevée là où la statue a été dressée

Le terme est officiellement adopté au congrès des Sociétés savantes de Paris en 1900 où l'Abbé Hermet est délégué par la Société des Lettres de l'Aveyron pour y présenter un rapport sur les statues-menhirs.

### Les céramiques de la Graufesenque

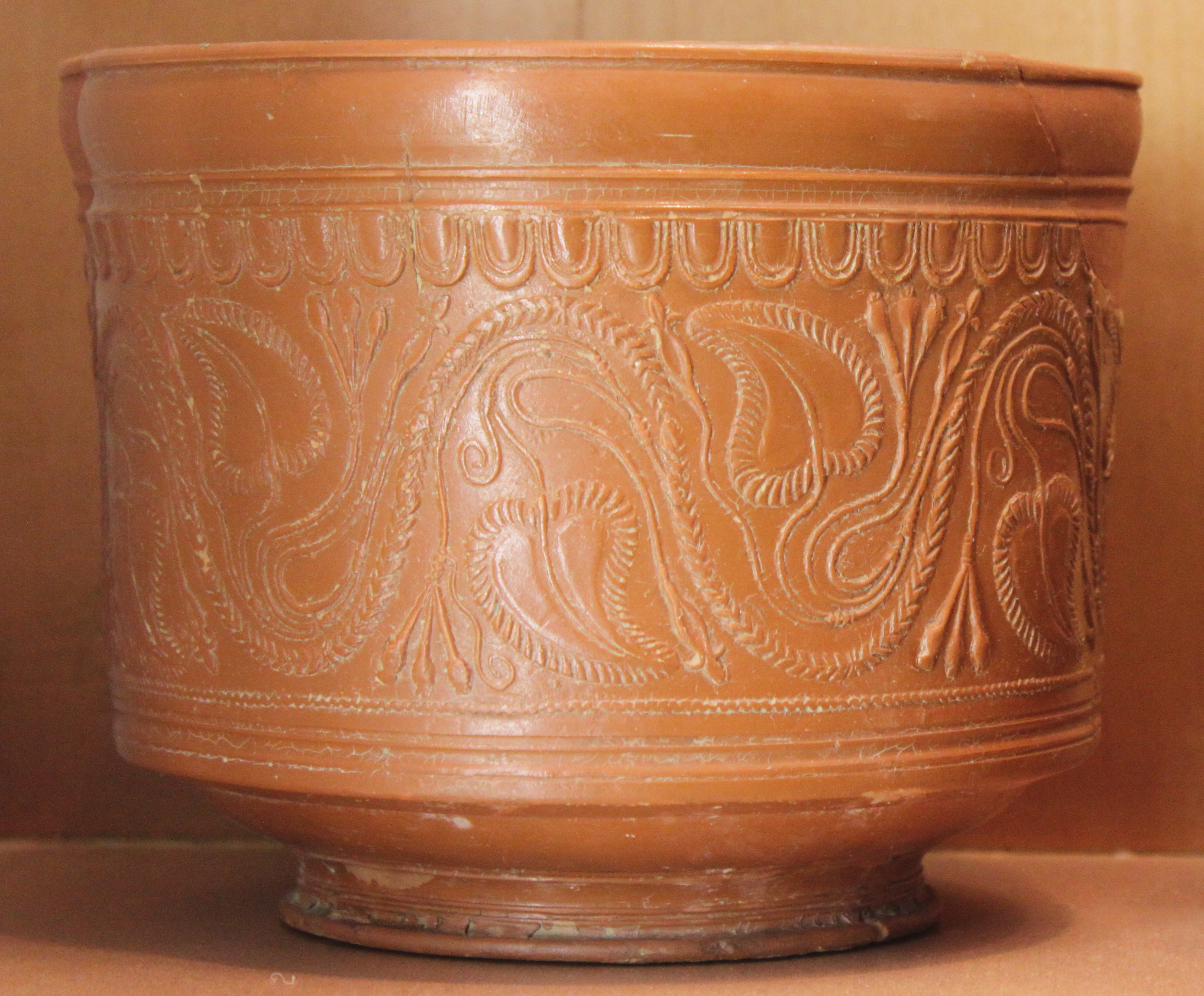
Céramique sigillée de la Graufesenque.

Si l'invention du site revient à l'abbé Cérès en 1882, c'est à l'abbé Hermet que l'on doit la première étude systématique et scientifique des productions de cet atelier de céramiques gallo-romaines. L'objectif de Frédéric Hermet était de parvenir à un classement chronologique et stylistique au travers de l'étude des poinçons permettant d'identifier leur auteur. Il identifie ainsi les productions de trois d'entre eux : Germanus, Canrucatus et Vegenus.
Il s'intéresse aussi à la diffusion des céramiques sigillées (terra sigillata) produites sur le site et « dresse un tableau assez complet des différents courants d'exportation, et que les découvertes postérieures n'ont guère étendu ». Il accorde une grande attention à l'étude des graffites sur lesquelles il mène une véritable étude analytique : « nombre, nom et quantité des vases produits à chaque fournée , organisation interne de l'atelier, onomastique, statut social des potiers». L'ensemble de ses travaux est publié en 1934 sous le titre La Graufesenque-Condatomago, ouvrage fondamental qui fait encore référence aujourd'hui bien qu'un peu vieilli.

## Principales publications
- Sculptures préhistoriques dans les deux cantons de Saint-Affrique et de Saint-Sernin (Aveyron) - Rodez : E. Carrère , 1892.
- Statues-menhirs de l'Aveyron et du Tarn - Paris : Imprimerie Nationale , 1898 (rééditions en 1899, 1908, 1912).
- Les Graffites de la Graufesenque (Aveyron) - Paris : E. Leroux , 1904 (réédition en 1923).
- La Graufesenque (Condatomago) [Volumes 1 et 2] : I. Vases sigillés, II. Graffites - Paris : E. Leroux , 1934 (réédition 1979 : Marseille : Laffitte).
- Belmont : le monastère et le chapitre, les prévôts, l'église et le clocher, le petit séminaire - Rodez : l'Union catholique , 1936.

## Postérité
Le musée archéologique et géologique de l'Hospitalet-du-Larzac porte le nom de Centre Frédéric Hermet. En son honneur, les villes de Rodez et Millau ont toutes deux baptisées une rue du nom de Rue de l'Abbé Hermet.